# Perisama davidi
Perisama davidi är en fjärilsart som beskrevs av Paul Dognin 1888. Perisama davidi ingår i släktet Perisama och familjen praktfjärilar. Inga underarter finns listade i Catalogue of Life.